# The Ammunition Hunters
The Ammunition Hunters of Laak Ying Haap  is een Taiwanese en Hongkongse kung fu-actiefilm uit 1971, geregisseerd door Ding Sin Saai. Het verhaal is geschreven door Lo Yu Chi. In de film spelen onder meer Chen Chen en Peter Yang Kwan.

## Rolverdeling
- Chen Chen
- Peter Yang Kwan
- Sun Yueh
- Sit Hon
- Shan Mao
- Got Heung Ting
- O Yau Man
- So Gam Lung
- Chui Fook Sang
- Yeung Fui Yuk